# Světový pohár v biatlonu 2023/2024 – Östersund
1. podnik Světového poháru v biatlonu v sezóně 2023/2024 probíhal od 25. listopadu do 3. prosince 2023 ve švédském Östersundu jako zahajovací kolo tohoto ročníku Světového poháru v biatlonu. Na programu podniku byly sprinty, stíhací závody, vytrvalostní závody, ženské, mužské a smíšené štafety včetně smíšeného závodu dvojic.
V Östersundu se před tím závodilo v březnu 2023.

## Program závodů
Oficiální program:
| Datum         | Disciplína                | Začátek (SEČ) | Počet závodníků |
| ------------- | ------------------------- | ------------- | --------------- |
| 25. listopadu | Smíšená štafeta dvojic    | 12:30         | 24 týmů         |
| 25. listopadu | Smíšená štafeta           | 14:50         | 22 týmů         |
| 26. listopadu | Vytrvalostní závod (ženy) | 11:20         | 99              |
| 26. listopadu | Vytrvalostní závod (muži) | 14:30         | 104             |
| 29. listopadu | Štafeta (ženy)            | 15:20         | 18 týmů         |
| 30. listopadu | Štafeta (muži)            | 15:20         | 20 týmů         |
| 1. prosince   | Sprint (ženy)             | 14:45         | 99              |
| 2. prosince   | Sprint (muži)             | 14:45         | 97              |
| 3. prosince   | Stíhací závod (ženy)      | 14:00         | 49              |
| 3. prosince   | Stíhací závod (muži)      | 16:00         | 58              |

## Průběh závodů

### Český tým
Do nové sezóny vstoupil český tým s novou vizuální identitou a novým logem: slova Český biatlon v něm doplňuje stylizované písmeno B.
Do prvních závodů nastoupí z českých biatlonistek Markéta Davidová, Jessica Jislová, Lucie Charvátová, Tereza Voborníková a Tereza Vinklárková. Mezi muži se představí Michal Krčmář, Jakub Štvrtecký, Jonáš Mareček, Adam Václavík a Mikuláš Karlík. Nestartuje naopak Tomáš Mikyska, který musel po zranění, které si způsobil na Mistrovství světa v letním biatlonu, na operaci kolene a rehabilituje.

### Smíšený závod dvojic
Do této štafety nastoupilo rekordních 24 dvojic, z nich vůbec poprvé tým z Grónska: sourozenecká dvojice Ukaleq Slettemarková a Sondre Slettemark. Zpočátku se držel v čele francouzský tým zásluhou Julie Simonové. Po páté střelbě však Fabien Claude musel na trestné kolo a do čela se dostali díky Sebastianu Samuelssonovi Švédové, přestože Hanna Öbergová byla o dvě kola před tím až sedmnáctá. Po sedmé střelbě se na švédský tým dotáhli zásluhou Juni Arnekleivové Norové, ale při závěrečné střelbě vstoje střílela Öbergová rychleji a několikavteřinový náskok uhájila až do cíle.
Za český tým rozjížděl štafetu Jonáš Mareček. Při první střelbě měl problémy s dobíjením a klesl na 20. pozici. Tereza Voborníková se pak dobrou střelbou posunula dopředu a čeští biatlonisté se několik úseků pohybovali kolem 15. místa. V závěrečném kole pak Voborníková předjela několik soupeřek a dovezla českou štafetu do cíle na 12. místě.

### Smíšená štafeta
V čele závodu se zpočátku střídalo Švédsko a Švýcarsko, ale zásluhou rychlého běhu Johannese Thingnese Bø převzali vedení na druhém úseku Norové. Karoline Offigstad Knottenová pak tento náskok zvýšila na více než půl minuty, ale po horší střelbě vstoje se před ní dostala Francouzka Justine Braisazová-Bouchetová, která se do závodů světového poháru vrátila roční po mateřské přestávce. První místo Francie pak na posledním úseku udržela především zásluhou čisté střelby Lou Jeanmonnotová před Norkou Ingrid Landmark Tandrevoldovou, která naopak musela při poslední položce jednou dobíjet. Třetí místo obsadila Itálie.
Českou štafetu rozjížděl Michal Krčmář, který nezasáhl celkem jeden terč a předával na pátém místě. Mikuláš Karlík pak sice udělal čtyři střelecké chyby, ale protože dalším štafetám se dařilo ještě hůře (např. Francouz Émilien Jacquelin nebo Ital Tommaso Giacomel museli na trestné kolo), zlepšil se o jednu pozici a předával Markétě Davidové se ztrátou jen šesti vteřin. Davidová střílela hůře, ale běžela lépe než Italka Dorothea Wiererová, a tak jela stále čtvrtá. Jessica Jislová si potom dobrou střelbou čtvrtou pozici udržovala, ale v běhu mírně ztrácela. Po poslední střelbě odjížděla čtvrtá s náskokem deseti vteřin na Němku Vanessu Voigtovou. Ta ji však v polovině kola předjela a česká štafeta pak skončila s dvouvteřinovou ztrátou na pátém místě.

### Vytrvalostní závody
V závodě žen se na čele průběžného pořadí pohybovala Italka Lisa Vittozziová, která zastřílela obě první položky bezchybně. Když při třetí střelbě jednou chybovala, dostala se před ní Němka Vanessa Voigtová; tu však brzy předstihla rychleji běžící Italka Dorothea Wiererová. Při čtvrté střelbě se do čela vrátila Voigtová, která v celém závodě neminula ani jeden terč. Vittozziová ji však díky rychlejšímu běhu předjela: už při nájezdu do posledního kola byla před ní o 1,5 vteřiny a v cíli nakonec o 10 vteřin. Wiererová po dvou chybách při poslední střelbě klesla až na celkově 17. místo. V druhé polovině pole však startovala další Němka Franziska Preussová, která stejně jako její krajanka neminula ani jeden terč a po poslední střelbě měla náskok 10 vteřin. Ten se postupně snižoval, ale na posledním mezičase stále vedla o 2,2 vteřiny. Nakonec s Vittozziovou prohrála o desetinu vteřiny, což byl nejmenší rozdíl mezi prvním a druhým místem ve vytrvalostním závodu v historii Světového poháru. Třetí dojela Voigtová.

Celkově se dařilo reprezentantkám Německa a Norska: Němky obsadily tři místa z prvních pěti – kromě Preussové a Voigtové dojela ještě pátá Sophia Schneiderová – zatímco čtyři Norky skončily v první desítce: Karoline Offigstad Knottenová (4.), Ingrid Landmark Tandrevoldová (7.), Marthe Kråkstad Johansenová, pro kterou to byl teprve druhý závod ve Světovém poháru (8.), a debutantka v tomto poháru Marit Ishol Skoganová (10.). Nedařilo se naopak domácím Švédkám, když se nejlépe umístila patnáctá Linn Perssonová, a Francouzkám, když na 21. místě dojela z mateřské se vracející Justine Braisazová-Bouchetová. Obhájkyně celkového vítězství z minulého ročníku Julia Simonová skončila po čtyřech střeleckých omylech na 31. pozici, Švédka Elvira Öbergová s šesti chybami až na 39. místě a ztratila tak modrý trikot pro nejlepší závodnici na 25 let, když se vedení v této klasifikaci ujala Marthe Johansenová. Nová kariérní maxima si zajely i dvě Polky – na 9. místě Anna Mąková a na 11. místě Joanna Jakielová.

Markétě Davidové se v tomto závodě nedařilo: po první střelbě se sice držela na druhém místě a i pak velmi rychle běžela, ale při dalších střeleckých položkách nezasáhla celkem pět terčů a dojela mimo bodovaná místa na 44. pozici. Lépe střílela Tereza Voborníková, která udělala dvě střelecké chyby a skončila třicátá. Tereza Vinklárková se třemi chybami dojela na 70. místě a Lucie Charvátová se sedmi na 82. pozici. Jessica Jislová nestartovala kvůli lehkému nachlazení.
V závodě mužů se po druhé střelecké položce dostali postupně do čela rakouský veterán Simon Eder a Lotyš Andrejs Rastorgujevs. Oba pokračovali v bezchybné střelbě až do poslední položky; zde udělal Eder dvě chyby a klesl až do třetí desítky, ale Rastorgujevs jen jednu a dojel do cíle průběžně první. Ihned se však před něj zařadil stejně střílející Němec Justus Strelow. Všechny pak předstihl jeho krajan Roman Rees, který také při čtvrté položce jednou chyboval, ale udržel si pětivteřinový náskok. Ten v posledním kole ještě zvýšil a dojel si pro první vítězství v závodech světového poháru v kariéře. Vítěz minulého ročníku světového poháru Johannes Thingnes Bø udělal při první i druhé střelbě po jedné chybě, ale pak se tradičně rychlým během posouval dopředu a v cíli obsadil bronzovou pozici.

Z českých reprezentantů udělal Michal Krčmář chyby stejně jako Johannes Bø na prvních dvou položkách. Pak ale střílel čistě a dojel na 14. pozici. Body získal ještě Jonáš Mareček s jedním nezasaženým terčem za 28. místo, i když omylem odstartoval s malorážkou Mikuláše Karlíka a za svou si ji mohl vyměnit až na stojanu s rezervními zbraněmi. Adam Václavík s pěti chybami skončil na 59. místě a Jakub Štvrtecký s šesti o jednu pozici za ním. Nejhorší byl Karlík, který skončil na 88. místě.

### Štafety
První úsek ženské štafety jela za Česko Tereza Voborníková. Držela se ve skupině s Francií, Norskem a Itálií. Na střelnici udělala jednu chybu a předávala druhá s minimální ztrátou. Na druhém úseku Jessica Jislová jela zpočátku také ve stejné skupině. Při čtvrté střelbě udělala dvě chyby, ale ostatní štafety kromě norské chybovaly ještě více, a tak předávala druhá, 37 vteřin za Norkou Juni Arnekleivovou. Markéta Davidová ve svém prvním kole mírně stáhla náskok na vedoucí Norsko, ale pak vleže udělala čtyři střelecké chyby, musel na trestné kolo a klesla na páté místo. „Jsem na sebe naštvaná. Necítila jsem se dobře ani na lyžích. Mrzí mě to, protože to holky dobře rozjelo, ale já nejsem schopná nic trefit,“ komentovala to po závodě. Při šesté střelbě vedoucí Norka Karoline Knottenová chybovala třikrát, a tak ji předjela bezchybná Švédka Elvira Öbergová. Na posledním úseku si Lucie Charvátová zpočátku držela čtvrtou pozici, ale vleže nezasáhla pět terčů, jela dvě trestná kola a klesla na o dvě místa. V čele Norka Ingrid Landmark Tandrevoldová dojížděla Švédku Hannu Öbergovou. Na poslední střelbu přijely téměř současně. Zde však Öbergová zastřílela špatně, musela na trestné kolo a Tandrevoldová si tak s více než půlminutovým náskokem jela pro vítězství ve štafetě. Öbergová klesla na třetí místo, ale brzy předjela Němku Franzisku Preussovou a dojela do cíle jako druhá. Charvátová při poslední střelbě minule jen jeden terč, ale před ní jedoucí Francouzku Julii Simonovou už nepředjela. Česká štafeta, která byla ve střelbě s 13 nezasaženými terči a 3 trestnými okruhy nejhorší, tak dojela šestá. Zajímavostí závodu byl start Lotyšky Baiby Bendikové, která se do Světového poháru vrátila dva měsíce po narození syna.
V mužském závodě se zpočátku držela v čele trojice švýcarských, francouzských a amerických závodníků. Po první předávce se do čela dostal Rakušan Simon Eder následován Norem Tarjeim Bø. V třetím úseku jel za Nory jeho bratr Johannes Thingnes Bø, který rychlou střelbou i během získal rozhodující náskok, který Vetle Sjåstad Christiansen navýšil až na minutu a bezpečně zvítězil. Bylo to deváté vítězství norské štafety ve Světovém poháru v řadě. Na druhém místě jelo dlouho s malým náskokem Německo, ale Johannes Kühn musel po poslední střelbě vstoje na trestné kolo a druhé místo tak zásluhou Quentina Fillona Mailleta získala Francie. Třetí místo obsadilo Německo. Na čtvrtém místě dojelo Rakousko s půlsekundovým náskokem před pátou Itálií. Šesté místo vinou dvou trestných kol na prvních dvou úsecích obsadili domácí Švédi.

Michal Krčmář udělala při obou střelbách po jedné chybě, odjížděl do svého posledního kola dvanáctý; ale nedokázal se při předávce dostat výš než na 10. místo. „Jsem hodně rozladěný. Minout dvě páté rány, to by se stávat nemělo,“ zkritizoval nejdříve svůj výkon, ale pak se věnoval i lyžím: „Nejsme dnes konkurenceschopní. Lyže byly opravdu špatné, přišlo mi, že mě někdo drží na gumě.“ Jeho kritiku potvrdil pak i Jakub Štvrtecký. Ten nezasáhl celkem tři terče, ale posunul se na 8. pozici. Velmi dobrý výkon předvedl Jonáš Mareček. Ten převzal štafetu se ztrátou jeden a půl minuty na čelo, udělal celkově jen jednu střeleckou chybu a posunul se o jedno místo dopředu. Adam Václavík tuto pozici zpočátku držel, ale na poslední položce střílel velmi pomalu (jednu a čtvrt minuty). Sice nemusel na trestné kolo, ale dostaly se před něj čtyři další týmy. V posledním kole z nich předjel už jen rumunskou štafetu a dojel na desátém místě.

### Sprinty
Závod žen se jel za velkého mrazu, kdy teploty klesly až –15 °C, ale prakticky za bezvětří; přesto většina favoritek při střelbě chybovala. Z nich v cíli průběžně vedla nejdříve rychle běžící i střílející Němka Franziska Preussová, která však nezasáhla dva terče. Tu po chvíli předstihla Norka Juni Arnekleivová, před kterou se však ihned zařadila její krajanka Karoline Offigstad Knottenová, obě střílející s jednou chybou. Do posledního kola však tou dobou už vjížděla s desetivteřinovým náskokem Francouzka Lou Jeanmonnotová, která střelecky ani jednou nechybovala. Tento náskok před oběma Norkami udržela až do cíle a poprvé ve své kariéře tak zvítězila v individuálním závodě Světového poháru. Taktéž druhé místo bylo pro Knottenovou nejlepší kariérní umístění, které jí zároveň zajistilo posun do čela hodnocení Světového poháru, které společně se žlutým trikotem pro další závod sdílela s Preussovou. Vůbec první stupně vítězů zaznamenala taktéž Arnekleivová.

Českým reprezentantkám se dařilo ještě méně než ve vytrvalostním závodě: body získala jen Markéta Davidová. I když neběžela pomalu, udělala tři střelecké chyby a postěžovala si i na lyže: „Blbě střílím a ve srovnání se soupeřkami jsem měla problém i v běhu. Lyže ostatních byly o třídu jinde.“ Do nědělního stíhacího závodu postoupila už jen Jessica Jislová, která sice rychle střílela, ale na střelnici udělala také tři chyby a přidala jen průměrný běh. Tereza Voborníková (3 střelecké chyby) se umístila na 64. místě a Lucie Charvátová, která zasáhla jen čtyři terče z deseti, dojela na 87. pozici. O čtyři místa za ní skončila Tereza Vinklárková.
Závod mužů nabídl mnoho změn na prvních místech průběžného pořadí: nejdříve se cíli první udržoval Nor Vetle Sjåstad Christiansen. Pak jel první dvě kola nejrychleji ze všech Švéd Sebastian Samuelsson, který sice udělal vstoje dvě střelecké chyby, přesto odjížděl do posledního kola s výrazným náskokem. V cíli byl o půl minuty první, ale nestačilo to na dalšího Nora Tarjeie Bø, který jej i díky bezchybné střelbě předstihl o deset vteřin. V druhé polovině startovního pole však jel Němec Philipp Nawrath, který k rychlé a bezchybné střelbě přidal i rychlý běh a zvítězil o více než čtvrt minuty. Bylo to jeho první vítězství v kariéře a zároveň i jeho první stupně vítězů ve světovém poháru. Zisk 90 bodů za vítězství ho posunul do čela hodnocení světového poháru, kde o jeden bod vedl před krajanem Strelowem, když dosavadní lídr Rees dojel mimo bodované pozice. V závěru se pak před Samuelssona dostal další Nor Vebjørn Sørum, který byl při svém teprve pátém startu ve světovém poháru nejrychlejší v posledním kole a dojel jen vteřinu za Tarjeim Bø. Nedařilo se obhájci velkého i malého křišťálového glóbu Johannesi Thingnesi Bø, který zvítězil v devíti předcházejících sprintech: skončil na 18. místě především vinou tří chyb na střelnici.

Čeští závodníci si stěžovali především na zimu (jelo se opět za –15 °C), při níž nebyli schopni správně spustit ránu z malorážky. Michal Krčmář udělal při první střelbě dvě chyby, ale vstoje už zastřílel čistě a dojel na 25. místě. „Zmrzla mi celá ruka,“ vysvětlil to v cíli.  Na 41. pozici skončil Mikuláš Karlík, který minul jen jeden terč, ale střílel pomalu. O pět míst za ním dojel Jonáš Mareček se dvěma chybami a na 54. místě Adam Václavík se třemi. Do stíhacího závodu nepostoupil z 61. místa jen Jakub Štvrtecký se čtyřmi omyly na střelnici.

### Stíhací závody
V závodu žen nestartovalo 11 závodnic z těch, které do něj postoupily ze sprintu, především kvůli nachlazení. Závod sám se však jel při -12 °C, tedy v mírnějších mrazech, než jaké panovaly předchozí dny. V čele se brzy usadila skupina pěti biatlonistek, které spolu přijížděly i na třetí střelbu. Zde nechybovaly Norka Juni Arnekleivová, Francouzka Lou Jeanmonnotová a Němka Vanessa Voigtová. Francouzka v běhu ztrácela, ale při poslední střelbě jako jediná z nich sestřelila všechny terče a odjížděla do posledního kola se sedmivteřinovým náskokem. Stíhala ji však další Němka Franziska Preussová, která ji také v polovině posledního kola předjela. Francouzka se jí však udržela, v cílové rovince znovu předjela a zvítězila o 0,3 vteřiny, čímž navázala na premiérový triumf ze sprintu. Třetí skončila Voigtová, která v posledním kole předjela Arnekleivovou. Žlutý trikot udržela Preussová, která se v průběžném čele hodnocení Světového poháru osamostatnila.

Markéta Davidová vyjížděla do závodu – po odečtení nestartujících – jako 31. Při první položce sice jednou chybovala, ale pak střílela čistě a posunula se na 18. pozici. Při poslední střelbě však opět nezasáhla jeden terč a už se nezlepšila. Jessica Jislová udělala o jednu střeleckou chybu méně a skončila pět míst za Davidovou.
Vítěz sobotního sprintu Němec Philipp Nawrath v úvodních fázích stíhacího závodu navyšoval svůj náskok až na 40 vteřin. Ten se snížil, když při třetí střelbě nezasáhl jeden terč. Začal se k němu přibližovat Švéd Sebastian Samuelsson. K poslední střelbě přijížděl Nawrath s náskokem sedmi vteřin. Zde oba nezasáhli po dvou terčích, ale jejich nejbližší soupeři také chybovali, a tak se za ně probojoval Nor Vetle Sjåstad Christiansen. Samuelsson mírně odjížděl Nawrathovi, naopak Christiansen snižoval svou ztrátu, ale už se nedostihli, a tak Samuelsson zvítězil před Nawrathem a Christiansenem. Pro Švéda to bylo čtvrté kariérní individuální vítězství v závodech světového poháru a třetí na domácí půdě. Nawrath přesto udržel s náskokem jednoho bodu průběžné vedení celkového hodnocení.

Z českých reprezentantů se Michalu Krčmářovi nedařilo hlavně v druhé polovině závodu, kdy udělal čtyři chyby na střelnici (celkově pět) a klesl na 38. místo v cíli. Těsně před ním dojel Mikuláš Karlík, který se díky bezchybné střelbě vleže posunul až na 19. místo, ale pak vstoje nezasáhl čtyři terče. Nejlepší tak skončil Adam Václavík, který dvakrát chyboval až při poslední střelbě vstoje, a dojel na 34. pozici. Body nezískal jen Jonáš Mareček umístěním na 42. místě.

## Umístění na stupních vítězů

### Muži
| Disciplína                 | První místo                                                                      | Výkon                                                     | Druhé místo                                                               | Výkon                                                     | Třetí místo                                                    | Výkon                                                     |
| Vytrvalostní závod (20 km) | Roman Rees                                                                       | 51:27,2 (0+0+0+1)                                         | Justus Strelow                                                            | 51:39,3 (0+1+0+0)                                         | Johannes Thingnes Bø                                           | 51:52,2 (1+0+0+1)                                         |
| Štafeta (4x7,5 km)         | NorskoEndre Strømsheim Tarjei Bø Johannes Thingnes Bø Vetle Sjåstad Christiansen | 1:14:24,8 (0+1) (0+2) (0+1) (0+1) (0+1) (0+0) (0+0) (0+1) | FrancieÉric Perrot Émilien Jacquelin Fabien Claude Quentin Fillon Maillet | 1:14:45,4 (0+1) (0+1) (0+1) (0+2) (0+2) (0+1) (0+3) (0+0) | NěmeckoDavid Zobel Philipp Nawrath Benedikt Doll Johannes Kühn | 1:15:15,3 (0+3) (0+1) (0+1) (0+1) (0+2) (0+3) (0+2) (1+3) |
| Sprint (10 km)             | Philipp Nawrath                                                                  | 24:02,0 (0+0)                                             | Tarjei Bø                                                                 | 24:20,7 (0+0)                                             | Vebjørn Sørum                                                  | 24:21,8 (0+0)                                             |
| Stíhací závod (12,5 km)    | Sebastian Samuelsson                                                             | 31:38,4 (1+1+0+1)                                         | Philipp Nawrath                                                           | 31:43,5 (0+0+1+1)                                         | Vetle Sjåstad Christiansen                                     | 31:45,6 (0+0+1+0)                                         |

### Ženy
| Disciplína                 | První místo | Výkon                                                     | Druhé místo                                                              | Výkon                                                     | Třetí místo                                                                              | Výkon                                                     |
| Vytrvalostní závod (15 km) | Lisa Vittozziová                                                                                                 | 44:03,9 (0+0+1+0)                                         | Franziska Preussová                                                      | 44:04,0 (0+0+0+0)                                         | Vanessa Voigtová                                                                         | 44:14,0 (0+0+0+0)                                         |
| Štafeta (4x6 km)           | Norsko Marthe Kråkstad Johansenová Juni Arnekleivová Karoline Offigstad Knottenová Ingrid Landmark Tandrevoldová | 1:18:48,3 (0+0) (0+0) (0+2) (0+0) (0+2) (0+3) (0+0) (0+2) | Švédsko Anna Magnussonová Linn Perssonová Elvira Öbergová Hanna Öbergová | 1:19:29,9 (0+0) (0+3) (0+0) (0+1) (0+0) (0+0) (0+2) (1+3) | Německo Janina Hettichová-Walzová Selina Grotianová Vanessa Voigtová Franziska Preussová | 1:19:36,2 (0+0) (0+1) (0+1) (0+1) (0+0) (0+0) (0+0) (0+1) |
| Sprint (7,5 km)            | Lou Jeanmonnotová                                                                                                | 21:04,1 (0+0)                                             | Karoline Offigstad Knottenová                                            | 21:12,6 (1+0)                                             | Juni Arnekleivová                                                                        | 21:21,7 (0+1)                                             |
| Stíhací závod (10 km)      | Lou Jeanmonnotová                                                                                                | 31:41,3 (0+0+0+0)                                         | Franziska Preussová                                                      | 31:41,6 (0+0+1+0)                                         | Vanessa Voigtová                                                                         | 31:59,8 (0+0+0+1)                                         |

### Smíšené štafety
| Disciplína                           | První místo                                                                                     | Výkon                                         | Druhé místo                                                                                      | Výkon                                                     | Třetí místo                                                              | Výkon                                                     |
| Smíšený závod dvojic (6 km + 7,5 km) | ŠvédskoSebastian Samuelsson Hanna Öbergová                                                      | 37:46,9 (0+1) (0+3) (0+2) (0+2)               | NorskoSturla Holm Laegreid Juni Arnekleivová                                                     | 38:00,7 (0+1) (0+1) (0+2) (0+2)                           | FrancieFabien Claude Julia Simonová                                      | 38:29,1 (1+4) (1+5) (0+0) (0+3)                           |
| Smíšená štafeta (4×6 km)             | FrancieQuentin Fillon Maillet Émilien Jacquelin Justine Braisazová-Bouchetová Lou Jeanmonnotová | 1:09:09,9 (0+2) (0+0) (0+0) (1+3) (0+0) (0+0) | NorskoTarjei Bø Johannes Thingnes Bø Karoline Offigstad Knottenová Ingrid Landmark Tandrevoldová | 1:09:25,6 (0+0) (0+1) (0+2) (0+0) (0+0) (0+3) (0+0) (0+1) | ItálieDidier Bionaz Tommaso Giacomel Dorothea Wiererová Lisa Vittozziová | 1:09:49,6 (0+2) (0+0) (0+2) (1+3) (0+0) (0+1) (0+1) (0+0) |

## Pořadí zemí
| Pořadí | Země    | 1. místo | 2. místo | 3. místo | Celkově |
| ------ | ------- | -------- | -------- | -------- | ------- |
| 1.     | Francie | 3        | 1        | 1        | 5       |
| 2.     | Německo | 2        | 4        | 4        | 10      |
| 2.     | Norsko  | 2        | 4        | 4        | 10      |
| 4.     | Švédsko | 2        | 1        | 0        | 3       |
| 5.     | Itálie  | 1        | 0        | 1        | 2       |
|        | Celkem  | 10       | 10       | 10       | 30      |